# Hong Kong Sevens
L'Hong Kong Sevens è un torneo annuale di rugby a 7 che si disputa a Hong Kong. È storicamente uno dei tornei più prestigiosi ed è entrato a far parte delle World Rugby Sevens Series, rappresentando l'unico torneo del circuito al quale partecipano 28 squadre (normalmente le partecipanti sono 16). Inizialmente, dal 1976 fino al 1981, veniva disputato all'Hong Kong Football Club Stadium, mentre a partire dal 1982 la sede è diventata l'Hong Kong Stadium.
Con l'entrata in vigore a partire dalla stagione 2013-14 del nuovo sistema di promozione e retrocessione, l'Hong Kong Sevens è stato implementato con l'aggiunta di un'apposita competizione separata in cui 12 squadre giocano per garantirsi l'accesso fra le core teams della stagione seguente.

## Albo d'oro
- 1976 ·  Cantabrians
- 1977 ·  Figi
- 1978 ·  Figi
- 1979 ·  Australia
- 1980 ·  Figi
- 1981 ·  Barbarian F.C.
- 1982 ·  Australia
- 1983 ·  Australia
- 1984 ·  Figi
- 1985 ·  Australia
- 1986 ·  Nuova Zelanda
- 1987 ·  Nuova Zelanda
- 1988 ·  Australia
- 1989 ·  Nuova Zelanda
- 1990 ·  Figi
- 1991 ·  Figi
- 1992 ·  Figi
- 1993 ·  Samoa
- 1994 ·  Nuova Zelanda
- 1995 ·  Nuova Zelanda
- 1996 ·  Nuova Zelanda
- 1997 ·  Figi[1]
- 1998 ·  Figi
- 1999 ·  Figi
- 2000 ·  Nuova Zelanda
- 2001 ·  Nuova Zelanda
- 2002 ·  Inghilterra
- 2003 ·  Inghilterra
- 2004 ·  Inghilterra
- 2005 ·  Figi[1]
- 2006 ·  Inghilterra
- 2007 ·  Samoa
- 2008 ·  Nuova Zelanda
- 2009 ·  Figi
- 2010 ·  Samoa
- 2011 ·  Nuova Zelanda
- 2012 ·  Figi
- 2013 ·  Figi
- 2014 ·  Nuova Zelanda
- 2015 ·  Figi
- 2016 ·  Figi
- 2017 ·  Figi
- 2018 ·  Figi
- 2019 ·  Figi